# 国民报 (苏格兰)
55°51′58″N 4°15′16″W / 55.866045°N 4.254473°W
《國民報》（英語：The National）是新聞探尋媒體集團旗下的一份蘇格蘭新聞日報。它於2014年11月24日開始出版發行，是蘇格蘭第一份支持蘇格蘭獨立運動的報紙。《國民報》是新聞探尋媒體集團在2014年蘇格蘭獨立公投後對該集團讀者要求創建一份支持蘇格蘭獨立報紙的回應；它是《先驅報》的姊妹報，由卡勒姆·貝爾德（Callum Baird）擔任編輯。《國民報》最初只在工作日發行，2015年5月後增加了週六版。《國民報》以小報版式出版實體版，同時也可以通過互聯網訂閱電子版。
有關《國民報》發行的細節直至2014年11月21日才公佈，隨後在次日舉行的蘇格蘭民族黨集會上公佈了更多的信息。儘管當時報紙行業已經出現銷量下滑的不利局面，但是新聞探尋媒體集團還是宣佈先發行為期五天的試讀版《國民報》。《國民報》的創刊號初始印量超過了60,000份；但由於民眾的熱切支持，次日的印量有所提高。在連續五日達到健康的持續銷量後，新聞探尋媒體集團宣佈永久發行《國民報》。在《國民報》的創刊號上，刊登了一篇關於慈善機構呼籲英國政府將福利立法權力下放到蘇格蘭政府的文章。
英國政界和報界對於《國民報》發行的反應是喜憂參半。《衛報》的利比·布魯克斯（Libby Brooks）指出，它的國際報道很強但它的新聞卻是“以蘇格蘭中部地帶為中心並經過荷里路德的過濾”；而他的工黨同僚喬治·福勞克斯則直接稱呼《國民報》為“真理報二代”。但是，蘇格蘭記者兼播音員萊斯利·李多奇的觀點則要積極許多，他認為這份報紙的出版只不過是報業公司的“合理商業舉措”。而在《國民報》剛剛推出時，它就強調自己是獨立於蘇格蘭民族黨之外的實體。
2015年1月，《國民報》的實體銷量降至20,000份以下。次年，其銷量更是降至10,000份以下；但其作為蘇格蘭地區報的發行量卻僅次於《佩斯利每日快報》。
《星期天國民報》作為《國民報》的週日版於2018年9月9日出版，以取代其姊妹報《星期天先驅報》。

## 出版背景
《國民報》將自己描述為“支持蘇格蘭獨立的報紙”，並將一張蘇格蘭地圖放入自己的報頭。但很快有人指出設得蘭群島並不屬於蘇格蘭，因此《國民報》不得不在第2期就重新設計自己的頭版。
2014年11月21日，《衛報》獲得了一份由新聞探尋媒體集團發給各大零售商的信件副本；該副本宣佈即將發行一份名為《國民報》的報紙，同時也披露了部分該報紙的信息。 作為《先驅報》和《星期天先驅報》的姊妹報，《國民報》將成為蘇格蘭地區第一份支持蘇格蘭獨立的報紙，並應《先驅報》讀者的要求對支持獨立的報紙進行試點發行。 在2014年獨立公投期間，《星期天先驅報》是唯一支持“讚成獨立”運動的報紙； 也正因為如此，《星期天先驅報》的發行量在此期間大幅度增加。在公投前一周，《星期天先驅報》的發行量增加了66%；而在公投後一周，發行量更是激增111%。 《星期日先驅報》的編輯理查德·沃克被宣佈成為《國民報》的編輯。 11月22日，理查德·沃克在一場位於格拉斯哥水電競技場的支持蘇格蘭民族黨公民集會上說道，《國民報》的出版商將試發行新報紙五日，但如果有需求，這份報紙將成為市場上的永久補充。同時他也宣佈了報紙的實體售價為50便士，並且也可以通過網絡訂閱電子版。
《國民報》最初發行60,000份， 並且在試運行期間就動用母公司的骨幹人員參與編輯，且計劃在成為永久出版物之後僱傭更多的記者。 報紙的首批撰稿人包括《星期天先驅報》的記者傑米·麥克斯韋（Jamie Maxwell）和彼得·蓋根（Peter Geoghegan），以及自由撰稿人薩拉·庫珀（Sarah Cooper）。 在試發行的當週，理查德·沃克表示他相信《國民報》在結束試發行後會繼續出版，但他也表示決定權在其出版商手裡。 經過試發行幾日的健康銷售之後，新聞探尋媒體集團的高管們於11月27日確定《國民報》將永久發行並為它劃撥更多的額外資源以支持。 同一天，《國民報》的新聞編輯尼爾·麥凱（Neil Mackay）也確定了該報將永久發行的消息。 此後，《國民報》一直於工作日發行，直至2015年5月推出週六版。
2014年11月27日，時任蘇格蘭首席部長的亞曆克斯·薩爾蒙德在領取《旁觀者》頒發給自己的“年度政治家”稱號時手持一份《國民報》以示支持。 2015年1月27日，新聞探尋媒體集團的區域經理蒂姆·佈洛特（Tim Blott）宣佈將於當年2月重啟報紙的網站，而卡勒姆·貝爾德（Callum Baird）將被任命為助理編輯。 《國民報》首期週六版在2015年5月9日出版，報道了當年英國大選的結果。 理查德·沃克隨後將銷售反應描述為“非常強烈”，並表示“只要公眾需求”就將繼續推出週六版。 2015年9月，理查德·沃克宣佈辭去新聞探尋媒體集團的職務，隨後又辭去了在《先驅報》和《國民報》的職務；但是他同意擔任《國民報》的編輯顧問。 卡勒姆·貝爾德繼任成為《國民報》的編輯。 在蘇格蘭準備迎接第一批敘利亞內戰難民的時候，《國民報》在2015年11月17日出版的報紙上刊登了“歡迎來到蘇格蘭”的標題。根據《獨立報》的報道，《國民報》的這份頭版在社交媒體上被多次分享。

## 發行概況
作為一份擁有32頁的小報版式報紙，《國民報》在2014年11月24日星期一首次出版。據其編輯稱，《國民報》收到了讀者的“驚人反應”，並在次日將印刷量提高至100,000份。 而根據《新聞公報》的報道，《國民報》第三日的印量下降至了80,000份，但同時他們在線上以每週1.5英鎊的定價收穫了12,000名數字訂閱用戶。 但是根據其他來源，包括《衛報》及隨後《國民報》自己都將線上訂閱用戶的數字公佈為11,000名。 11月27日，《衛報》報道稱，儘管《國民報》創刊號印量超過10萬份，但根據非官方數據統計，實際銷量卻只有5萬份且每日銷量也穩定在5萬份左右。 而在《衛報》的隨後報道裡，《國民報》首個週五版的銷量為4萬份，因此其首週平均銷量實際為4.4萬份。 12月3日，《衛報》繼續報道了《國民報》在次周週一的銷量，非官方統計的數據為3.6萬份。 2015年1月27日，《衛報》再度報道了《國民報》的銷量。此時《國民報》的每日銷量已不足2萬份；其中1.5萬份為實體銷量，而線上訂閱的銷量則在2,500份到3,000份之間。 截至2017年，依據英國發行公信會的數據，《國民報》印刷版的每日銷量僅為7,771份，而每期電子版的平均讀者數為1,975人。
2014年11月27日，新聞探尋集團宣佈計劃將在次日出版的《國民報》週五版擴充到40版。這次擴充一方面是由於史密斯委員會當日發佈了一份有關增加蘇格蘭權力下放的報告，另一方面則是由於廣告商們對報紙版面的巨大需求。 11月28日出版的週五版報紙上還刊登了一份社論，以感謝讀者對新出版物的支持。 該期報紙發行後不久，編輯理查德·沃克對《衛報》表示道，當期報紙的最初印量是30,000份，但在最後一刻決定將印數翻倍。他稱這是“事後看來一個不錯的決定”。
《國民報》的推出和成功正值印刷媒體行業普遍下滑之際，由於報紙銷量下降，新聞提供商們正在裁員和削減開支。 《新政治家》的道格拉斯·比蒂（Douglas Beattie）和《旁觀者》的亞曆克斯·馬西（Alex Massie）報道稱，由於創刊號已經售罄，因此這期《國民報》在eBay上的交易價至少為10英鎊。 而根據《金融時報》的報道，當《國民報》創刊號在許多地區售罄後，很多支持蘇格蘭獨立的活動家紛紛通過社交媒體幫助潛在讀者找到可用的報紙副本。 但是不得不指出的是，如果連英國境內的三大超市都沒有存貨時，《國民報》剛推出時的發行情況並非沒有問題。在創刊號發售當日，Sainsbury's表示他們還沒有來得及更新他們的收銀台以便能出售這份報紙，但他們將在次日解決這個問題；而Tesco和Morrisons則表示他們將在正式出售《國民報》之前監控其銷量一段時間。Morrisons甚至表示，如果不以犧牲當地報紙為代價，它將沒有多餘的銷售空間給《國民報》。 11月27日，《衛報》表示《國民報》的發行問題已經得到了解決， 而STV新聞則表示發行問題解決的原因在於《國民報》減少了自己的印量。 “獨立蘇格蘭”的前數字總監斯圖爾特·柯克帕特里克（Stewart Kirkpatrick）指出，《國民報》剛剛推出的時候並沒有數字業務，這促使他觀察到“我們處於‘數字優先’而不是‘隨時數字’的時代”。
《國民報》創刊號的頭版頭條報道是《賦予蘇格蘭減少兒童貧困的權力》，這是一篇慈善機構敦促史密斯委員會將福利立法權下放給蘇格蘭議會的新聞。 該報的新聞版混合了英國國內新聞與國際新聞，但《衛報》的利比·布魯克斯（Libby Brooks）指出其國際報道“（強於）蘇格蘭新聞；（內容包括）來自突尼斯和加沙地帶的新聞，以及關於（伊朗總統）哈桑·魯哈尼的介紹”。 《國民報》同時也有體育版和商業版，可BBC的傑米·麥基弗（Jamie McIvor）卻針對創刊號評論道，“與獨立、蘇格蘭政治及公投活動中的問題等有關的故事是該報新聞版的特色”。
《國民報》在開篇就闡述了它的使命宣言：
維持現狀不再是一種選擇，更大力度的權力下放是一種不可抑制的渴望。簡單來說，蘇格蘭人民希望更直接、更深入地參與到影響他們自身及其子孫後代的決策中。正是懷揣這個最重要的想法，我們在今天推出了《國民報》，這是一份為為蘇格蘭獨立和蘇格蘭自治權力而飄揚的報紙。

## 批評反響
儘管是在蘇格蘭民族黨的集會上公佈了其發行細節，但《國民報》聲稱它在政治上獨立於該黨。 《國民報》在它的創刊社論中寫道，作為黨派代言人“將不是一條健康的道路。我們將在適當的時候批評，在值得的時候讚美。” 但在《衛報》的報道中，利比·布魯克斯（Libby Brooks）認為在蘇格蘭民族黨的集會上公佈《國民報》的發行消息“可能不是最吉利的開始”；而他的工黨同僚喬治·福勞克斯很快就稱呼這份報紙為“真理報二代”，旨在諷刺該報與蘇格蘭民族黨的關係與《真理報》與俄羅斯共產黨的關係無異。 《旁觀者》的副主編達米安·湯普森更是將那場發佈會描述為“令人不寒而慄”。 傑米·麥基弗（Jamie McIvor）寫道，《國民報》的同儕和一位受人尊敬的編輯才讓其在政界和媒體界受到重視，而它也有責任證明自己作為一家支持獨立的出版物的可信度，而不是被視為“宣傳機器、見利忘義的商業活動，或一些支持獨立網站的相似舊媒體”。
為《衛報》撰稿過的記者兼播音員萊斯利·李多奇則有不同的觀點，他認為在一個最近有45%的選民投票支持獨立的地區推出一份支持獨立的報紙“可能是一個巨大但經過考量的風險，也是一個非常明智的商業舉措”，而且“也許《國民報》的新穎與大膽契合了國民情緒”。 儘管斯圖爾特·柯克帕特里克（Stewart Kirkpatrick）對《國民報》的數字業務不足持批評態度，但他對報紙內容還是讚同的；他認為該報是“簡訊與長篇報道的生動結合”。 《新政治家》的道格拉斯·比蒂（Douglas Beattie）表示，“《國民報》有明確的存在理由，它將受到投讚成票的160萬蘇格蘭人當中大部分人的歡迎。” STV新聞的史蒂芬·戴斯利（Stephen Daisley）則寫道，它“既令人沮喪且不嚴肅，又古板但有價值”。 但它比《蘇格蘭標準報》要身處有利局面。《蘇格蘭標準報》是一份已經停刊的支持蘇格蘭獨立的報紙，它於2005年創刊但在發行7期停刊。而《國民報》有更多的財政支持，且存在更多的對支持獨立有新聞需求的潛在讀者群體。 記者兼作家彼得·普雷斯頓為《衛報》撰文稱，“《國民報》有諸多優點”，包括它的編輯，他所領導的報紙“有助於更好地反映公眾意見”。
2017年，在《國民報》於其頭版標記一些保守派政治人士為“蘇格蘭人民的敵人”後，主張蘇格蘭獨立的蘇格蘭綠黨議員羅斯·格里爾批評“《國民報》對獨立事業弊大於利”，並補充說該報的頭條“遵循頭版的模式，較少發人深省，更多令人難堪。”

## 週末版本
2018年9月，《國民報》推出了《星期天國民報》作為自己的週日版，同時這份報紙也填補了《星期天先驅報》停刊後的空白。

## 外部連接
- 官方网站
- 國民報的X（前Twitter）
- 國民報的Instagram帳戶
- YouTube上的國民報頻道
- 國民報的Facebook專頁